# Xã Indian Creek, Quận White, Illinois
Xã Indian Creek (tiếng Anh: Indian Creek Township) là một xã thuộc quận White, tiểu bang Illinois, Hoa Kỳ. Năm 2010, dân số của xã này là 2.322 người.